# 长沙决策
长沙决策指1974年12月毛泽东和周恩来在长沙审定的人事安排方案。

## 历史
1974年10月11日，根据毛泽东意见，中共中央发出《中共中央关于准备召开四届人大的通知》。
10月13日，毛泽东到达长沙，在长沙生活近四个月。10月17日中共中央政治局会议就风庆轮事件发生争论。会后，王洪文去长沙向毛泽东告周恩来和邓小平的状。毛泽东批评了王洪文，后来又提出邓小平任国务院第一副总理兼总参谋长。
11月12日，毛泽东致信江青：“不要多露面，不要批文件，不要由你组阁（当后台老板）。你积怨甚多，要团结多数，至嘱。”同时托人转告周恩来，朱德、董必武、宋庆龄要在人大常委会任职，邓小平、张春桥、李先念可任国务院副总理，其他人事问题由周恩来主持安排。
12月，中央政治局商定四届人大常委会委员长、副委员长和国务院副总理、国务院各部委人事安排。12月23日，周恩来、王洪文前往长沙向毛泽东汇报四届人大准备情况。12月26日（毛泽东八十一岁生日）晚，毛泽东和周恩来单独长谈，谈及理论问题和人事安排，确定了中共十届二中全会和四届人大的人事安排方案，被称为“长沙决策”。周恩来整理出的毛泽东理论问题谈话导致了1975年的学习无产阶级专政理论运动。